# Alejandro Álvarez

Titelseite des 1910 erschienenen Werkes Le droit international Americain von Alejandro Álvarez zu den Grundlagen und zur Natur des von ihm vertretenen „amerikanischen Völkerrechts“

Manuel Alejandro Álvarez Jofré (* 9. Februar 1868 in Santiago de Chile; † 19. Juli 1960 in Paris) war ein chilenischer Jurist und Diplomat und einer der bedeutendsten lateinamerikanischen Völkerrechtler des 20. Jahrhunderts.
Er wirkte ab 1901 als Professor für vergleichendes Zivilrecht an der Universidad de Chile sowie ab 1906 als Rechtsberater des chilenischen Außenministeriums und Vertreter seines Heimatlandes bei internationalen Tagungen. Von 1946 bis 1955 fungierte er als bisher einziger Chilene als Richter am Internationalen Gerichtshof in Den Haag.
Sein von internationalistischen und panamerikanistischen Positionen geprägtes Wirken trug wesentlich zur Entwicklung des Völkerrechts in der ersten Hälfte des 20. Jahrhunderts und zur Etablierung eines lateinamerikanischen Völkerrechtsbewusstseins bei. In Anerkennung seiner Leistungen wurde er unter anderem in das Institut de France, in die Real Academia de Ciencias Morales y Políticas Spaniens und in das Institut de Droit international aufgenommen sowie mehrfach für den Friedensnobelpreis nominiert.

## Leben

### Akademische und diplomatische Laufbahn

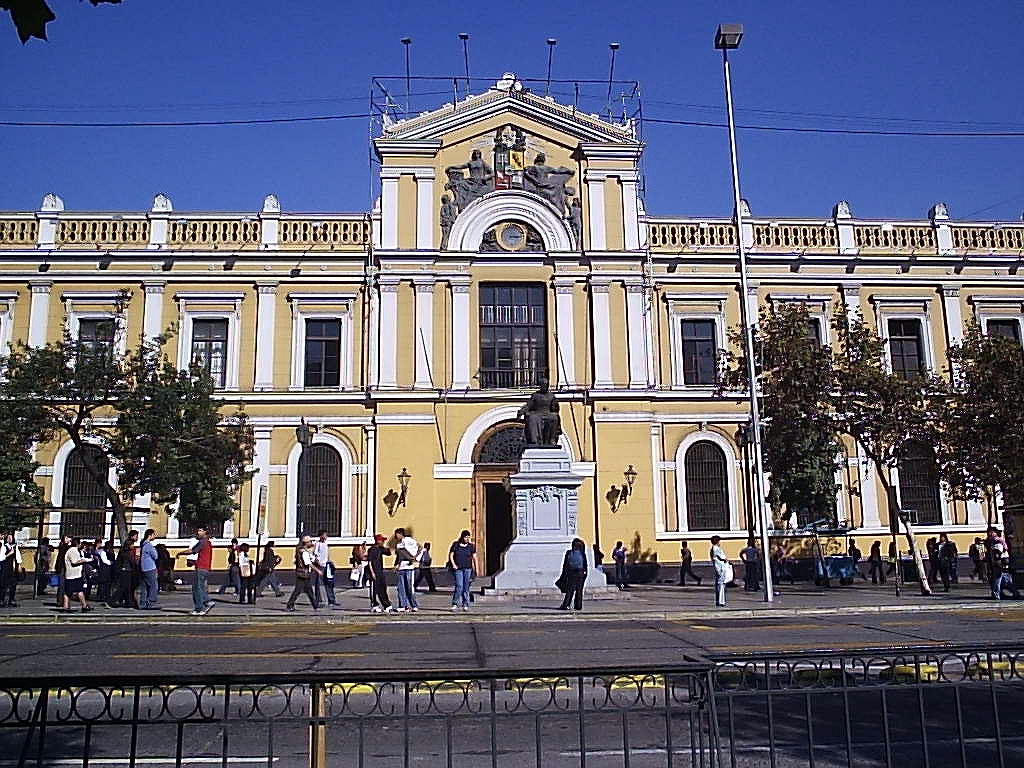
Das Hauptgebäude der Universidad de Chile, an der Alejandro Álvarez sein Jurastudium absolvierte

Alejandro Álvarez wurde 1868 in Santiago de Chile geboren und schloss 1892 ein Studium der Rechtswissenschaften an der Universidad de Chile ab. Sieben Jahre später promovierte er an der Universität Paris, an der er vom späteren Friedensnobelpreisträger Louis Renault beeinflusst wurde. Die Zeit ab 1890, in der er sich, auch im Rahmen seiner Dissertation, insbesondere mit dem Zivil- und Familienrecht sowie mit rechtsvergleichenden Fragestellungen in diesem Bereich beschäftigte, gilt als prägend für sein späteres Wirken. Ab 1895 unterrichtete er vergleichendes Zivilrecht an der Universidad de Chile, an der er 1901 zum Professor ernannt wurde. In den Jahren um die Jahrhundertwende unternahm er verschiedene Initiativen zur Reformierung der juristischen Ausbildung in seinem Heimatland, blieb damit jedoch weitestgehend erfolglos. Bis zum Beginn der 1920er Jahre lebte Alejandro Álvarez wechselweise in Europa und in Südamerika, bevor er sich in Paris niederließ.
Etwa ab 1910 begann er, sich zunehmend auf den Bereich des internationalen Rechts zu konzentrieren. Während dieser Zeit wirkte er in den Jahren von 1906 bis 1912 als Rechtsberater des chilenischen Außenministeriums, von 1907 bis 1920 gehörte er dem Ständigen Schiedshof in Den Haag an. Nach der Gründung der Haager Akademie für Völkerrecht im Jahr 1914 war er Mitglied von deren Kuratorium. Bei den Wahlen der ersten Richter für den neugegründeten Ständigen Internationalen Gerichtshof im September 1921 wurde Alejandro Álvarez durch sein Heimatland Chile sowie durch Brasilien und Uruguay nominiert. Während er in der Völkerbundversammlung die erforderliche Mehrheit erhielt, wählten die Mitglieder des Völkerbundrates mehrheitlich den belgischen Kandidaten Edouard Descamps. Auch bei der Wahl der Hilfsrichter ergaben sich zwischen Álvarez und Descamps die gleichen Mehrheitsverhältnisse. Als Kompromisskandidaten wurden der Schweizer Max Huber als regulärer Richter und der Norweger Frederik Beichmann als Hilfsrichter von beiden Gremien gewählt. Zwischen 1921 und 1923 vertrat Alejandro Álvarez sein Heimatland als Delegierter bei den Tagungen der Versammlung des Völkerbundes und in der Folgezeit bei verschiedenen anderen internationalen Konferenzen in Europa und Amerika.
Ab den 1920er Jahren galt sein Interesse vor allem dem Wiederaufbau der internationalen Ordnung nach dem Ersten Weltkrieg. Diesbezüglich propagierte er unter anderem ab 1924 ein Konzept zur Reform des Völkerbundes, das auf der Bildung regionaler beziehungsweise kontinentaler Zusammenschlüsse basierte. Mit diesen Vorschlägen beeinflusste er auch andere Ideen wie die auf den österreichischen Schriftsteller Richard Nikolaus Coudenhove-Kalergi zurückgehende Paneuropa-Bewegung. In den 1930er Jahren arbeitete er unter anderem unter dem Titel „Exposé des motifs et Déclaration des grands principes du droit international moderne“ eine 40 Artikel umfassende Deklaration der grundlegenden Prinzipien des Völkerrechts aus, die von bedeutenden internationalen Fachverbänden der damaligen Zeit wie der International Law Association, der Académie Diplomatique Internationale und der Union Juridique International angenommen wurde. Während des Zweiten Weltkrieges veröffentlichte er mehrere Artikel in spanischer Sprache, die auf drei Konferenzen basierten, die er 1941 in Buenos Aires organisierte. In diesen Schriften betrachtete er den Zweiten Weltkrieg zwar einerseits als Kataklysmus und als Riss des Völkerrechts, andererseits war er jedoch auch optimistisch im Hinblick auf den nachfolgenden Beginn einer neuen und besseren Ära.

### Richter am Internationalen Gerichtshof

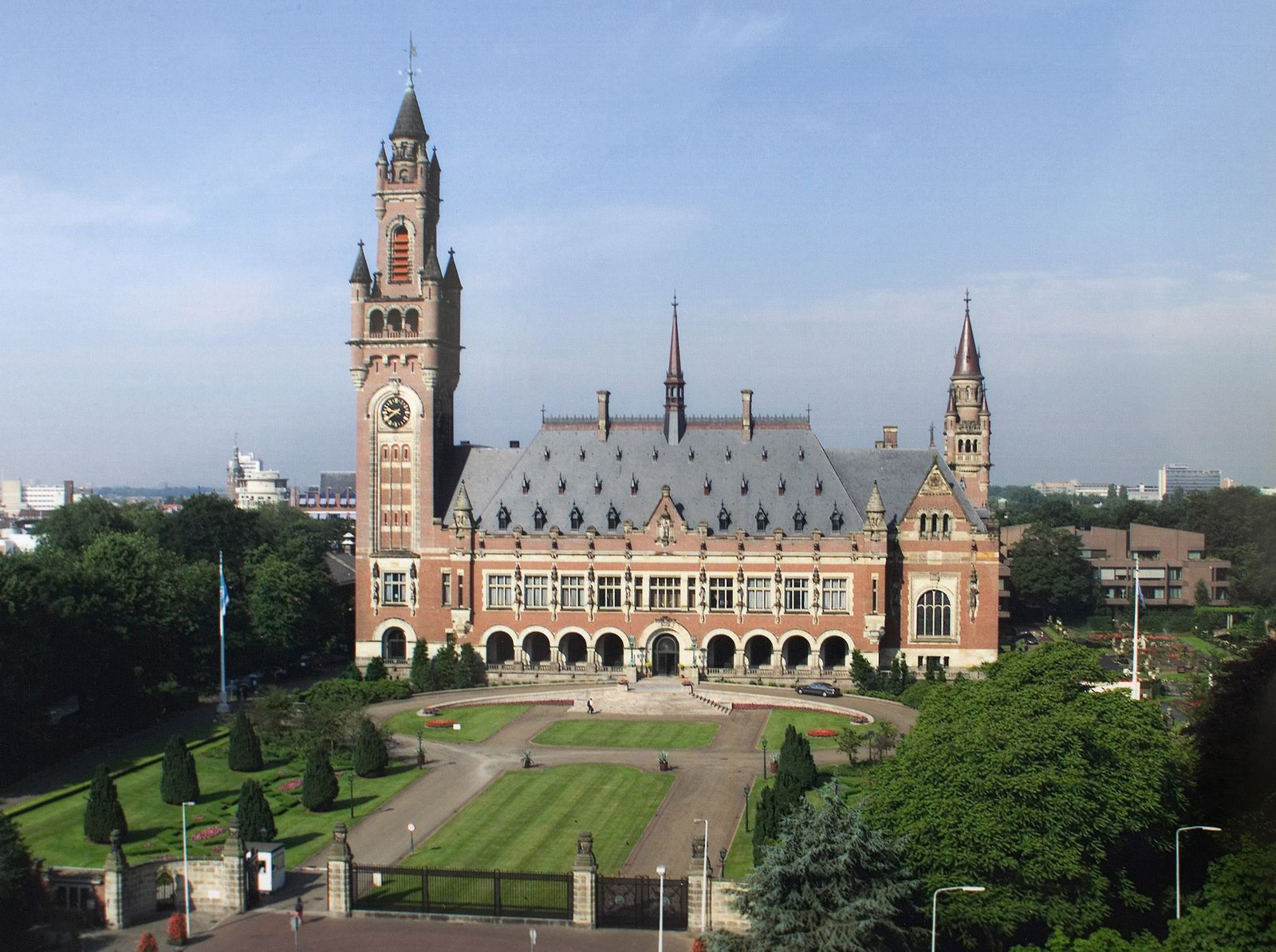
Der Sitz des Internationalen Gerichtshofs in Den Haag, an dem Alejandro Álvarez von 1946 bis 1955 als Richter wirkte

Nach dem Ende des Zweiten Weltkrieges wurde Alejandro Álvarez 1946 als bisher einziger Jurist aus Chile zum Richter an den Internationalen Gerichtshof gewählt. Mit seinem Alter von 78 Jahren zum Zeitpunkt der Wahl war er der älteste unter den ersten Richtern des neugegründeten Gerichtshofs. Zu den 31 Staaten, deren Stimmen er erhielt, zählten neben 14 lateinamerikanischen Ländern unter anderem seine Wahlheimat Frankreich, Norwegen, die Sowjetunion und Südafrika. Er war während seiner neunjährigen Amtszeit bis 1955 an zwölf Entscheidungen sowie acht Gutachten beteiligt, und gab in zwei Urteilen und vier Gutachten eine Mindermeinung sowie in drei Urteilen und zwei Gutachten zustimmende Sondervoten ab.
Aufgrund seiner Stellungnahmen galt er als ausgeprägter Individualist und Querdenker sowie als „Great Dissenter“ (großer Abweichler) des Gerichts. Seine Sondervoten enthielten stets einen längeren Prolog, in welchem er seine Vorstellungen zur Notwendigkeit eines „neuen Völkerrechts“ darlegte, bevor er sich den eigentlichen Fragestellungen des jeweiligen Falls zuwandte. Als inhaltlich weitreichend erwies sich insbesondere seine 1950 in dem Gutachten International Status of South West Africa zum Rechtsstatus von Südwestafrika abgegebene Mindermeinung, welcher sich der Gerichtshof rund zwei Jahrzehnte später in dem 1971 abgegebenen Gutachten Legal Consequences for States of the Continued Presence of South Africa in Namibia anschloss.
Alejandro Álvarez starb 1960 im Alter von 92 Jahren in Paris.

## Wirken

### Rechtsphilosophische Ansichten

Léon Bourgeois, ein Vertreter der französischen Denkschule des Solidarismus, welche die Rechtstheorie von Alejandro Álvarez beeinflusste

Basis der Rechtsphilosophie von Alejandro Álvarez war die soziologisch-historisch orientierte Sichtweise, dass das Recht untrennbar mit seinem politischen und sozialen Umfeld verbunden sei, und dass Veränderungen in diesem Umfeld Auswirkungen auf das Recht hätten. Als Ausdruck des gesellschaftlichen Zustandes, zu dem er auch das Rechtsbewusstsein zählte, sah er die öffentliche Meinung, die damit für ihn von höchster Bedeutung für die Entwicklung des Rechts war. Verschiedenen Ereignissen und Entwicklungen seit der Mitte des 19. Jahrhunderts, wie der Industrialisierung und der Entstehung des internationalen Handelsverkehrs, der Ausbreitung neuer Kommunikationsmittel sowie den beiden Weltkriegen, schrieb er eine Rolle bei der Entwicklung eines neuen internationalen Rechtsbewusstseins zu.
Naturrechtlichen Positionen innerhalb des Völkerrechts stand er kritisch gegenüber, da deren Befürworter seiner Meinung nach an die universelle Geltung aller völkerrechtlichen Prinzipien glauben und damit weder die Entwicklung des Völkerrechts angemessen berücksichtigen noch die Entstehung von verschiedenen koexistierenden Variationen erklären würden. Andererseits vertrat er auch keinen starren Rechtspositivismus, sondern vielmehr eine an den Ideen des französischen Philosophen Auguste Comte orientierte positivistische Position, der zufolge das Völkerrecht aus der Praxis des staatlichen Handelns resultiert. Seine Rechtstheorie war darüber hinaus aufgrund seiner Ausbildung und seines Lebens in Frankreich durch die Denkschule des Solidarismus beeinflusst, die maßgebliche Auswirkungen auf die ideologischen Grundlagen der Dritten Französischen Republik hatte und unter anderem von Louis Renault, Léon Bourgeois und Antoine Pillet sowie im Bereich des Völkerrechts durch Georges Scelle vertreten wurde.

### Lebenswerk
Das Wirken von Alejandro Álvarez, der anfangs vor allem panamerikanistische und später auch internationalistische Positionen vertrat, gilt als prägend für die Entwicklung des Völkerrechts in der ersten Hälfte des 20. Jahrhunderts und für die Herausbildung eines spezifisch lateinamerikanischen Bewusstseins in diesem Bereich. Im Laufe seines Lebens veröffentlichte er mehr als 100 Schriften, die neben dem internationalen Recht und den internationalen Beziehungen insbesondere das Privatrecht, die Rechtstheorie und die Geschichte der Diplomatie betrafen. Er sah das Völkerrecht zu der Zeit, in der er sich in Europa niederließ, in einer Krise, da sich die Ausbildung in diesem Rechtsbereich seiner Auffassung nach von der Wirklichkeit der internationalen Beziehungen abgewandt hatte und sich vielmehr an einer engen und formalen Sichtweise orientierte, die nach Meinung von Alejandro Álvarez mit dem Zivilrecht verbunden war. In den 1920er Jahren bemühte er sich deshalb im Rahmen seiner Aktivitäten im American Institute of International Law um eine Kodifizierung seiner Vorstellungen des internationalen Rechts, um auf diese Weise die durch den Ersten Weltkrieg ausgelösten politischen und sozialen Umwälzungen in eine Weiterentwicklung der internationalen Rechtsordnung umzusetzen, welche die Realität der internationalen Ordnung widerspiegeln würde.
Dabei konzentrierte er sich anfangs sowohl im Bereich des zwischenstaatlichen Rechts als auch des internationalen Privatrechts auf die Herausbildung eines „amerikanischen Völkerrechts“ für die Länder Lateinamerikas und die Vereinigten Staaten. Dessen Grundlagen sah er in gemeinsamen Rechtsquellen und Prinzipien, die aus der gemeinsamen Geschichte sowie dem gemeinsamen Handeln dieser Länder in bestimmten Situationen und den sich daraus ergebenden Gebräuchen resultieren würden. Seine diesbezüglichen Überlegungen, in denen er die Traditionen des angelsächsisch geprägten Rechtssystems der USA mit der auf die romanisch-europäischen Rechtsauffassungen zurückgehenden Rechtspraxis in den lateinamerikanischen Ländern zusammenzuführen versuchte, formulierte er erstmals in einem Artikel, den er 1909 unter dem Titel „Latin America and International Law“ im American Journal of International Law veröffentlichte. Basierend auf dieser Position vertrat er bis an sein Lebensende die Sichtweise einer lateinamerikanischen Identität im Völkerrecht sowie die Bedeutung von regionaler Variabilität in diesem Rechtsbereich. Aus der Entwicklung einer spezifischen lateinamerikanischen Völkerrechtskonzeption ergaben sich seiner Meinung nach jedoch auch wichtige Beiträge zum allgemeinen Völkerrecht. Darüber hinaus sah er eine Divergenz des Völkerrechts auf regionaler Ebene nicht im Widerspruch zur Idee einer universalen Staatengemeinschaft. Seine Theorie eines regionalen Partikularismus im Völkerrecht wurde jedoch erst nach seiner Wahl an den Internationalen Gerichtshof verstärkt durch ausländische Juristen wahrgenommen und diskutiert.
Alejandro Álvarez betonte bereits in seinen früheren Werken, vor allem aber in seinen späteren Schriften, die Bedeutung internationaler Organisationen für die Weltordnung sowie die Berücksichtigung sozialer Überlegungen und individueller Menschenrechte bei einer Erneuerung der internationalen Rechtsordnung. So enthielt bereits der ab 1916 von ihm verbreitete Text „Declaration of the Rights and Duties of Nations“ einen Abschnitt mit dem Titel „International Rights of the Individual“ zu den individuellen Rechten, die unabhängig von Nationalität, Abstammung, Geschlecht oder Religion für jeden Menschen in jedem Land gelten sollten. Alejandro Álvarez nahm deshalb für sich selbst in Anspruch, als erster die Idee von Menschenrechten als Teil des Völkerrechts international verbreitet zu haben. Insbesondere nach 1945 propagierte er ein neues Verständnis des Völkerrechts und kritisierte die weit verbreitete Sichtweise, dass die internationale Gesellschaft lediglich eine Ansammlung unabhängiger Staaten wäre und die Regelung von deren Beziehungen die alleinige Aufgabe des internationalen Rechts sei. Vielmehr betonte er die Notwendigkeit einer verantwortungsvollen Beteiligung von Staaten am Aufbau einer stabilen internationalen Gemeinschaft. Während seiner Zeit als Richter am Internationalen Gerichtshof nutzte er Sondervoten in den Entscheidungen des Gerichts, um seine Positionen weiterzuentwickeln und um die Rolle des Gerichtshofs bei der Rechtssetzung zu betonen. Im Bezug auf die Entstehung einer Vielzahl neuer Staaten nach dem Zweiten Weltkrieg infolge der Unabhängigkeitsbestrebungen insbesondere in Afrika und Asien unterstützte er eine breite Anwendung der Prinzipien der Nichteinmischung und der Nichtaggression.

## Auszeichnungen und Würdigung
Alejandro Álvarez, der als einer der renommiertesten Völkerrechtler Lateinamerikas im 20. Jahrhundert gilt, gehörte ab 1913 dem Institut de Droit international, ab 1922 der Real Academia de Ciencias Morales y Políticas Spaniens und ab 1923 dem Institut de France an. Darüber hinaus war er ab 1929 Ehrenmitglied der International Law Association und der Paneuropa-Union. 1959 wurde er in Anerkennung seiner Verdienste für sein Heimatland zum Botschafter auf Lebenszeit ernannt. Die Universidad de Buenos Aires (1941), die Universität Straßburg (1947) und die Universidad de Chile (1958) verliehen ihm die Ehrendoktorwürde. In den Jahren 1932, 1933 und 1934 wurde er für sein Wirken für den Friedensnobelpreis nominiert. Die Fachzeitschrift „Leiden Journal of International Law“ veröffentlichte 2006 in der vierten Ausgabe des 19. Jahrgangs eine Artikelserie zu seinem Leben und Wirken. In der Stadt Ovalle in der chilenischen Region Coquimbo trägt seit 1960 eine Schule seinen Namen.

## Werke (Auswahl)
- Une Nouvelle Conception des études Juridiques et de la Codification du Droit Civil. Paris 1904
- American Problems in International Law. New York 1909
- Le droit international Americain. Paris 1910
- The Monroe Doctrine. Its Importance in the International Life of the States of the New World. New York 1924
- Le droit international nouveau dans ses rapports avec la vie actuelle des peuples. Paris 1959